# Adem
Adem är den turkiska, bosniska och albanska formen av namnet Adam. Bland personer med namnet Adem finns:
- Adem Bereket (född 1973), turkisk brottare
- Adem Demaçi (1936–2018), kosovoalbansk författare och politiker
- Adem Ilhan (född 1977), engelsk musiker
- Adem Jashari (1955–1998), kosovoalbansk soldat
- Adem Ljajić (född 1991), serbisk fotbollsspelare